# Acer pubescens
Acer pubescens é uma espécie de árvore do gênero Acer, pertencente à família Aceraceae.